# Stig Hillén
Stig Olof Hillén, född 4 januari 1921 i Örgryte församling, död 3 januari 2001 i Tuve församling, var en svensk fotbolls- och handbollsspelare. Han representerade Gais i fotbollsallsvenskan och Göteborgs BIS i handbollsallsvenskan, och var brorson till den tidigare Gaisprofilen Fritjof Hillén.

## Biografi

### Fotbollskarriär
Som fotbollsspelare debuterade Hillén för Gais A-lag säsongen 1939/1940, då flera spelare var borta på grund av inkallelser i militären efter andra världskrigets utbrott. Han spelade fyra matcher för föreningen i division II västra 1939/1940 och två matcher 1940/1941, men stod sedan utanför A-laget sedan man gått upp i allsvenskan 1941/1942, och gjorde bara en allsvensk match 1942/1943. Säsongen 1943/1944 blev hans bästa för Gais, då han spelade 14 allsvenska matcher och gjorde 3 mål. Säsongen 1944/1945 blev det 9 allsvenska matcher och 4 mål, och 1945/1946 8 matcher och 1 mål. Sammanlagt spelade han 38 seriematcher för klubben (8 mål).

### Handbollskarriär
Parallellt med fotbollskarriären spelade Hillén handboll för Göteborgs BIS, dit han värvades inför säsongen 1943/1944, då GBIS spelade i allsvenskan. Han togs ut som reserv i pressens lag mot det svenska landslaget till en match den 6 januari 1944. Han spelade även i Gais Handboll, där han senare också verkade som lagledare.

## Spelstil
Både som fotbollsspelare och som handbollsspelare ansågs Hillén vara något vek, men han vägde upp det med god teknik och genom att vara illistig "som kanske bara en göteborgare kan bli".

## Familj
Hillén var son till möbelsnickaren Fredrik Olof Hillén och Greta Elisabet Gyring, samt brorson till den tidigare gaisaren och landslagsmannen Fritjof Hillén.